# 宮城県道112号北白川停車場向山線
宮城県道112号北白川停車場向山線（みやぎけんどう112ごう きたしらかわていしゃじょうむかいやません）は、宮城県白石市の東日本旅客鉄道（JR東日本）北白川駅と国道4号を結ぶ一般県道である。

## 路線概要
- 起点：宮城県白石市白川津田（北白川駅）
- 終点：宮城県刈田郡蔵王町宮（交差点＝国道4号篭石交点）
- 延長：302 m

北白川駅から白石川にかかる新北白川橋を経て国道4号に接続する駅連絡型の県道である。駅をはさんで反対方向にあたる国道113号までは宮城県道109号北白川停車場犬卒都婆線が連絡しており、この両県道によって白石市の東部と柴田郡大河原町、柴田町方面との連絡路が形作られている。
当県道は、起点から新北白川橋までの区間は宮城県道50号白石柴田線と重複しており、単独区間は新北白川橋（橋長210 m）およびその前後の取り付け部分のみと言う非常に短いものとなっているため、実延長で僅か302 mに過ぎない。　　

## 重複区間
- 宮城県道50号白石柴田線（白石市）

## 通過する自治体
- 白石市
- 刈田郡
  - 蔵王町

## 接続する道路
- 国道4号
- 宮城県道50号白石柴田線
- 宮城県道109号北白川停車場犬卒都婆線